# Vulkanerna
Vulkanerna är Degerfors IF:s supporterförening sedan 1993.
Degerfors kallas för "Hela Sveriges lag", och har ett stort antal supportrar utbrett över landet. Ett annat namn på Degerfors är "lilla Italien" på grund av invånarnas passionerade relation till fotboll. Få orter i Sverige är så starkt förknippat med fotboll som Degerfors och intresset kring laget är alltid stort - oavsett vilken division laget spelar i.